# Orchestina hammamali
Orchestina hammamali är en spindelart som beskrevs av Michael Ilmari Saaristo och van Harten 2006. Orchestina hammamali ingår i släktet Orchestina och familjen dansspindlar. Inga underarter finns listade i Catalogue of Life.